# ゲーレン・ラップ
ゲーレン・ラップ (Galen Rupp、1985年5月8日 - )は、アメリカ・オレゴン州出身の陸上競技選手。オレゴン大学卒業。男子10000m、室内3000m、室内5000mのアメリカ記録および北米記録保持者。コーチはアルベルト・サラザール、現在はナイキ・オレゴン・プロジェクトに所属している。Galenはガレンやゲーリン、Ruppはルップと表記されることもある（ルップ表記は一時期までの月刊陸上競技など）。

## 人物
ラップは近年アフリカ勢の活躍が目覚ましい長距離種目において、非常に健闘している選手のひとりである。アメリカ長距離界を復活、発展させるための特殊クラブであるオレゴン・プロジェクトに参加しており、同クラブのコーチであるアルベルト・サラザールとは高校時代からの長年の付き合いである。近年の活躍が目覚ましいが、高校・大学時代においても数々のアメリカ高校記録や大学記録を更新するなど頭角を現していた。テグ世界陸上選手権の10000mで銀メダル、5000mで金メダルを獲得したイギリスのモハメド・ファラーとは2011年からの練習パートナーでもあった。

## 主な経歴
2007年、初となる大阪世界陸上選手権の10000mにアメリカ代表として出場し11位という成績を収めた。
2008年、同じく自身初となる北京オリンピックの10000mにアメリカ代表として出場し、13位であった。これは非アフリカ系の中では最高順位であった。
2009年、ドイツのベルリンで行われたベルリン世界陸上選手権に出場し、アフリカ勢が上位を席巻する中、8位入賞を果たした。ラップと同じアメリカ代表であり、同じくオレゴン・プロジェクトの一員のデイゼン・リツェンハインも6位入賞を果たしている。
2011年、ラップは韓国の大邱で行われたテグ世界陸上選手権に出場、世界大会でメダルを何度も獲得しているシレン・シヒネなどアフリカ勢の中に割って入る7位入賞を果たした。
2011年、ブリュッセルで行われたダイヤモンドリーグの10000mにおいて、クリス・ソリンスキーの記録した非アフリカ系最高記録であり、非アフリカ系で初めて27分を切った26分59秒60という記録を大幅に塗り替える26分48秒00という記録を打ち立てた。
2012年、ラップはオリンピック選考会である全米選手権に出場、二冠を成し遂げオリンピックへの出場権を同2種目で勝ち取った。特に5000mはバーナード・ラガトをラスト勝負で下しての勝利であった。続くイギリスで行われたロンドンオリンピックの10000mに出場し、チームメイトで優勝したファラーに次ぐ2位に入り銀メダルを獲得した。アメリカの選手がトラック長距離走でメダルを獲得したのは東京オリンピック（1964年）の男子10000mで優勝したビリー・ミルズ以来48年ぶりのことでもあった。
ラップは2013年、モスクワで開かれた2013年世界陸上競技選手権大会では10000m、27分24秒39で4位、5000m、13分29秒87で入賞を果たしている。
2014年5月30日、ラップはプレフォンティーン・クラシック（ユージーン）にて自らが持つ全米記録を破る26分44秒36を記録した。
2016年2月13日、リオデジャネイロオリンピックマラソン代表選考レースにおいて2時間11分13秒で優勝する。
2016年7月1日、リオデジャネイロオリンピック代表選考会において10000ｍを27分55秒04で優勝する。
2016年8月13日、ラップはリオデジャネイロオリンピック男子10000ｍにおいて27分8秒92で5位に入賞し、続く8月21日の男子マラソンにおいて2時間10分5秒で銅メダルを獲得した。なお、近代オリンピックにおけるアメリカの男子マラソンのメダルとしては2004年アテネオリンピックのメブ・ケフレジギ以来12年ぶりとなった。

## 自己ベスト
屋外
| 種目    | 記録       | 日付   | 備考     |
| ------- | ---------- | ------ | -------- |
| 800m    | 1分50秒00  | 2009年 |          |
| 1500m   | 3分34秒15  | 2014年 |          |
| 1マイル | 3分52秒11  | 2013年 |          |
| 3000m   | 7分43秒24  | 2010年 |          |
| 5000m   | 12分58秒90 | 2012年 |          |
| 10000m  | 26分44秒36 | 2014年 | 米国記録 |

室内
| 種目    | 記録       | 日付   | 備考     |
| ------- | ---------- | ------ | -------- |
| 1500m   | 3分34秒78  | 2013年 |          |
| 1マイル | 3分50秒92  | 2013年 |          |
| 3000m   | 7分30秒16  | 2013年 | 米国記録 |
| 2マイル | 8分07秒41  | 2014年 | 米国記録 |
| 5000m   | 13分01秒26 | 2014年 | 米国記録 |

ロード
| 種目           | 記録          | 日付   | 備考 |
| -------------- | ------------- | ------ | ---- |
| マラソン       | 2時間06分07秒 | 2018年 |      |
| ハーフマラソン | 59分47秒      | 2018年 |      |

- ラップの保持する米国記録のすべては、全て北アメリカ記録でもある。